# Romina Belluscio

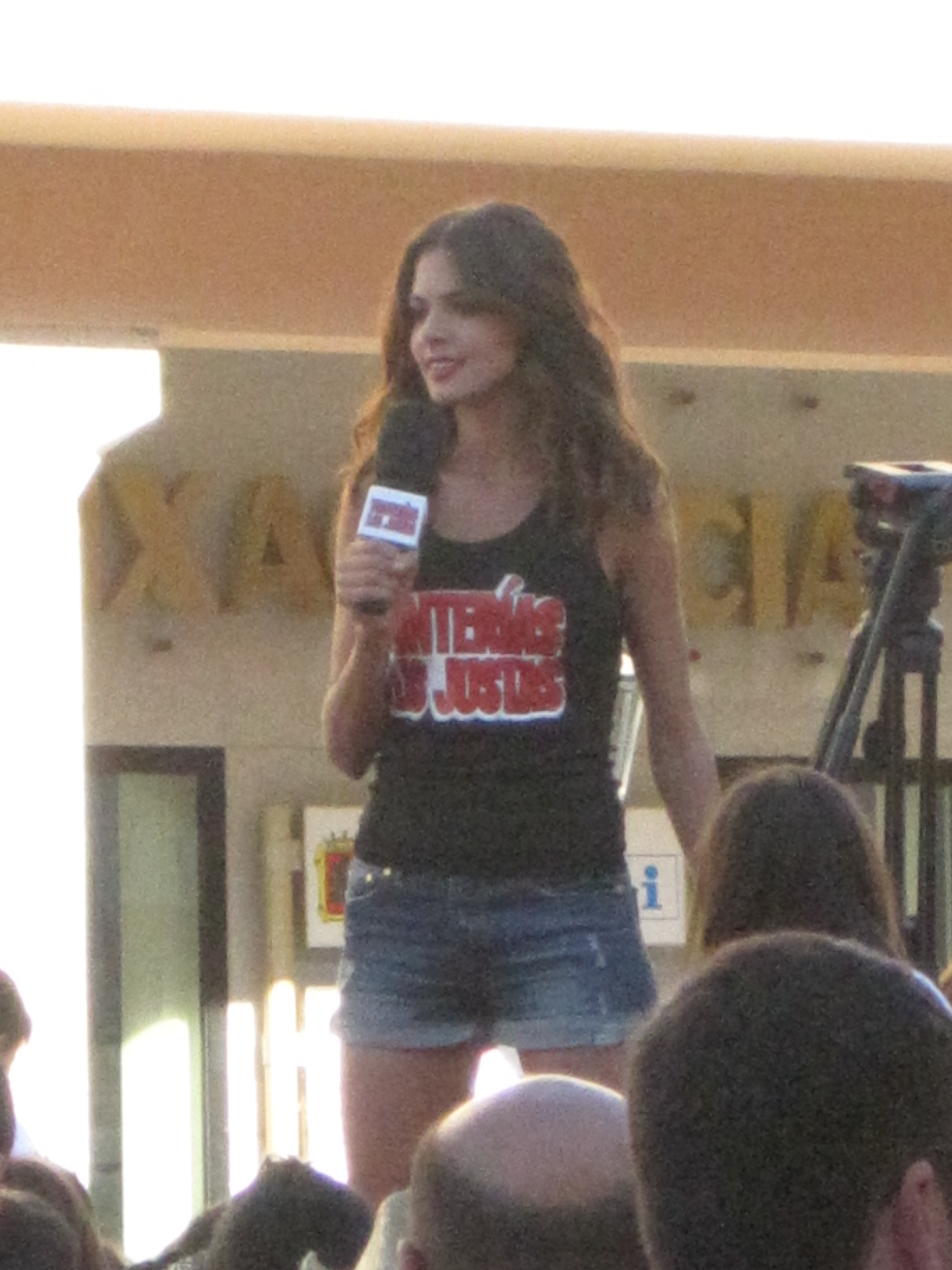
Romina trong một chương trình truyền hình

Romina Belluscio (sinh ngày 17 tháng 3 năm 1979 tại Tucumán, Argentina) là một phóng viên kiêm người dẫn chương trình và là người mẫu quen thuộc trên truyền hình Tây Ban Nha. Cô hiện là phóng viên chương trình 'Tonterías las justas' ngoài ra cô còn là tâm điểm của báo chí khi làm bạn gái với những ngôi sao bóng đá thế giới như Sergio Ramos (mối tình của họ tan vỡ sau chưa đầy 2 tuần) và Guti

## Sự nghiệp
Năm 1999, Romina Belluscio là phóng viên của kênh Cuatro, Romina Belluscio bên cạnh nghề phóng viên, cô còn trở thành ngôi sao của làng giải trí, tham gia các cuộc thi sắc đẹp như Miss International, Miss Sudamerica… và xuất hiện trong nhiều chương trình thời trang lớn tại Milan và Paris. Là một người mẫu và từng tham dự cuộc thi Hoa hậu Argentina, sau đó, Belluscio đã chuyển sang nghề dẫn chương trình tại quê nhà và khá thành công nhờ tài năng và vẻ đẹp đặc trung vùng Nam Mỹ. Tuy nhận được nhiều hợp đồng quảng cáo, làm mẫu rất béo bởi nhưng Romina vẫn chuyên tâm cho công việc phóng viên, biên tập viên của mình

## Đời tư
Romina Belluscio có gương mặt khả ái, xinh như thiên thần và nổi tiếng là chân dài "có đầu óc" bởi cô rất thông minh trong cách giao tiếp với người khác lẫn lối ứng xử trước truyền thông.
Romina Belluscio từng chọn cho mình cách đánh bóng tên tuổi là trút xiêm y và chụp những bức ảnh quyến rũ. Romina tuy không khởi nghiệp trong làng catwalk, nhưng lại sở hữu số đo ba vòng hoàn hảo là 90 – 61 -90. Với vẻ đẹp bốc lửa, Romina Belluscio nhanh chóng trở thành một ngôi sao của làng giải trí Tây Ban Nha.
Những tay săn ảnh đã chụp được hình ảnh Ramos và Belluscio đi nghỉ ở vùng biển xinh đẹp Puerto Banus. Belluscio cũng đã bày tỏ lòng hâm mộ dành cho Lionel Messi thậm chí là công khai bày tỏ ý định cặp bồ với anh này. Một thời gian sau đó trên Twitter của Guti đã xuất hiện liên tiếp những tấm hình chụp cảnh tình tứ giữa Guti và cô tại nhà riêng hay các hộp đêm.